# لارس هانسن
لارس هانسن (بالنرويجية: Lars Hansen)‏ (و. 1869 – 1944 م) هو مؤلف، وكاتب نرويجي، ولد في مولده، توفي في أوسلو، عن عمر يناهز 75 عاماً.